# Jan Zaprawa
Jan Zaprawa (ur. 30 kwietnia 1919 w Ostrowie Krupskim pow. Krasnystaw, zm. 31 lipca 1971 w Brzesku), sierżant mechanik Wojska Polskiego, sierżant Królewskich Sił Powietrznych.

## Życiorys
Jan Zaprawa urodził się w Ostrowie Krupskim powiat Krasnystaw, następnie wraz z rodziną przeniósł się do Chełma Lubelskiego. W 1935 wstąpił do Szkoły Podoficerów Lotnictwa dla Małoletnich w Bydgoszczy, którą ukończył w 1938 roku. Po nieudanej kampanii wrześniowej przedostał się na Węgry, gdzie zostaje internowany. Następnie przedostał się do Francji, gdzie służył w Armii Polskiej w wojskach lotniczych. Po upadku Francji przez Korsykę, Sardynię i Morze Śródziemne dostał się do Tunisu i dalej przez Cieśninę Gibraltarską do Lizbony, a następnie do Anglii, gdzie zaciągnął się do 308 dywizjonu myśliwskiego. Posiadał numer służbowy RAF 783823.
12 maja 1945 roku bierze ślub z Eleonorą z domu Mucha, która służyła w Pomocniczej Służbie Kobiet. Z tego związku w 1946 urodził się syn Jan Stanisław. Latem 1948 wraz z rodziną powraca do Polski. Z Gdyni przez Stargard do Pyrzyc dostaje się koleją, a następnie furmanką do Brzeska. Zaczyna pracę w Przelewicach jako młodszy inspektor skupu, po wielu latach zostaje prezesem Gminnej Spółdzielni „Samopomocy Chłopskiej” w tejże miejscowości. Na początku mieszka w Przelewicach, a następnie po kupnie połowy domu w Brzesku po naciskach władz rezygnuje ze stanowiska i odchodzi z pracy. Zmarł w 1971 roku i został pochowany na cmentarzu w Brzesku.

## Ordery i odznaczenia
- Medal Lotniczy nr 4084 – 1946[3]